# シカ・アノアイ
シカ・アノアイ（Leati "Sika" Anoa'i、1945年4月5日 - 2024年6月25日）は、アメリカ合衆国のプロレスラー。アメリカ領の東サモア諸島出身。
アノアイ・ファミリーの総帥である兄のアファ・アノアイとのタッグチーム、ワイルド・サモアンズ（The Wild Samoans）での活動で知られる。ロージーことマット・アノアイと、ロマン・レインズことジョー・アノアイの父親である。
日本ではアファと共に「南海の獣人」の異名で呼ばれた。

## 来歴
兄アファ・アノアイに続いて1970年代前半にデビューし、スチュ・ハートの主宰するカナダ・カルガリーのスタンピード・レスリングにてザ・サモアンズを結成。以降アファと共に1973年から1984年にかけて、ジ・アイランダーズおよびワイルド・サモアンズの名義でデトロイト、アラバマ、テネシー、ルイジアナ、ジョージア、ニューヨークなど全米の主要テリトリーを転戦、各地のタッグ王座を再三獲得した。日本には、国際プロレスに3回、新日本プロレスに2回来日している。
シングルでは1980年3月24日、ニューヨークのマディソン・スクエア・ガーデンにおいてボブ・バックランドのWWFヘビー級王座に挑戦。1985年にアファとのフルタイムのチームを解散し、1986年から1988年までヒールのシングル・プレイヤーとしてWWFで活動。初期はキング・イヤウケア、後にミスター・フジをマネージャーに、カマラとも野獣コンビを結成した。1988年3月27日のレッスルマニアIVでは、オープニング・アクトのバトルロイヤルに出場している。1980年代末にはアラバマのCWFにて、ヨコズナこと甥のグレート・コキーナともタッグを組んだ。
引退後はフロリダ州ペンサコーラのインディー団体 "XW2000" の運営に携わっていた。2007年にはアファと共にWWE殿堂に迎えられた。
2024年6月25日、79歳で死去。約2ヶ月後の8月16日には兄のアファも死去した。

## 得意技
- サモアン・ドロップ（Samoan Drop）
- ヘッドバット
- バックハンド・チョップ
- クロー・ホールド

## 獲得タイトル
スタンピード・レスリング
- インターナショナル・タッグ王座（カルガリー版）：2回（w / アファ・アノアイ）[11]

NWAデトロイト
- NWA世界タッグ王座（デトロイト版）：2回（w / アファ・アノアイ）[12]

NWAオールスター・レスリング
- NWAカナディアン・タッグ王座（バンクーバー版）：1回（w / アファ・アノアイ）[13]

ガルフ・コースト・チャンピオンシップ・レスリング
- NWAガルフ・コースト・タッグ王座：2回（w / アファ・アノアイ）[14]

ジョージア・チャンピオンシップ・レスリング
- NWAナショナル・タッグ王座：1回（w / アファ・アノアイ）[15]

インターナショナル・レスリング・エンタープライズ
- IWA世界タッグ王座：1回（w / アファ・アノアイ）[16]

ミッドサウス・レスリング・アソシエーション
- ミッドサウス・タッグ王座：3回（w / アファ・アノアイ）[17]

ワールド・レスリング・フェデレーション / ワールド・レスリング・エンターテインメント
- WWFタッグ王座：3回（w / アファ・アノアイ）[18]
- WWE殿堂：2007年度（w / アファ・アノアイ）[8]